# Tratado de prohibición parcial de ensayos nucleares

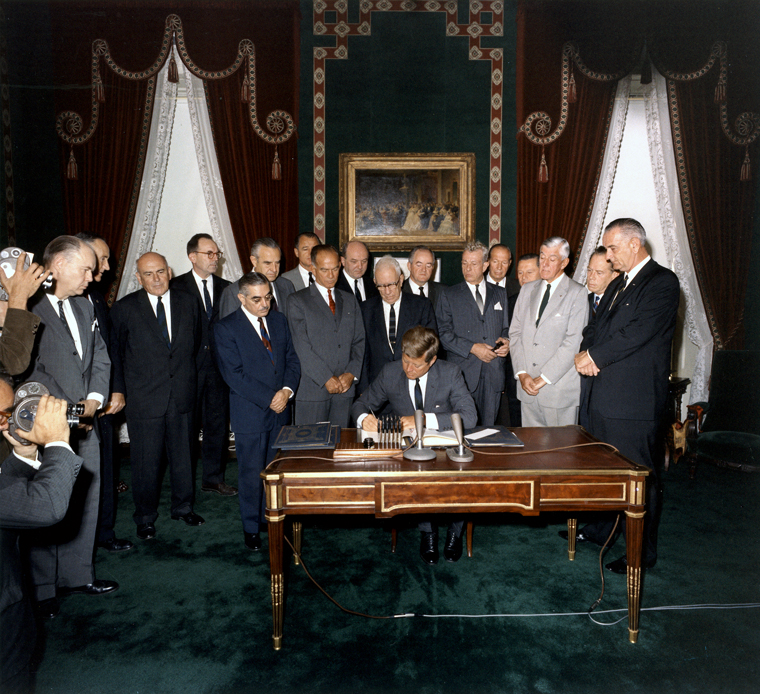
El Presidente Kennedy firma el Tratado de prohibición parcial de ensayos nucleares en la Sala de Tratados de la Casa Blanca. I-D: William Hopkins, Sen. Mike Mansfield, John J. McCloy, Adrian S. Fisher, Sen. John Pastore, W. Averell Harriman, Sen. George Smathers, Sen. J.W. Fulbright, Sec. de Estado Dean Rusk, Sen. George Aiken, Presidente Kennedy, Sen. Hubert H. Humphrey, Sen. Everett Dirksen, William C. Foster, Sen. Howard W. Cannon, Sen. Leverett Saltonstall, Sen. Thomas H. Kuchel, Vicepresidente Johnson. Fotografía de Robert Knudsen, en la Biblioteca y Museo Presidencial John F. Kennedy, Boston. 7 de octubre de 1963.

El Tratado de prohibición parcial de ensayos nucleares en la atmósfera, en el espacio exterior y bajo el aguaes un tratado internacional que prohíbe todas las pruebas de detonaciones de armas nucleares, salvo las realizadas en el subsuelo. Fue elaborado para detener la carrera armamentística y para combatir la contaminación atmosférica de residuos nucleares ocasionada por tales ensayos.
Fue ratificado el 5 de agosto de 1963 y entró en vigencia el 10 de octubre de 1963.
Países que lo firmaron y ratificaron - (113) Afganistán, Alemania, Antigua y Barbuda, Argentina, Armenia, Australia, Austria, Bahamas, Bangladés, Bélgica, Benín, Bután, Bolivia, Bosnia y Herzegovina, Botsuana, Brasil, Bulgaria, Birmania, Canadá, República Centroafricana, Chad, República de China, Colombia, República Democrática del Congo, Costa Rica, Costa de Marfil, Croacia, Chipre, República Checa, Dinamarca, República Dominicana, Ecuador, Egipto, El Salvador, Eslovaquia, Eslovenia, España, Estados Unidos, Filipinas, Finlandia, Fiyi, Gabón, Gambia, Ghana, Grecia, Guatemala, Honduras, Hungría, Islandia, India, Indonesia, Irán, Irak, Irlanda, Israel, Italia, Jamaica, Japón, Jordania, Kenia, Corea del Sur, Kuwait, Laos, Líbano, Liberia, Luxemburgo, Madagascar, Malaui, Malasia, Malta, Marruecos, Mauritania, Mauricio, México, Montenegro, Nepal, Nueva Zelanda, Nicaragua, Níger, Nigeria, Noruega, Países Bajos, Panamá, Papúa Nueva Guinea, Perú, Polonia, Reino Unido, Rumania, Ruanda, Samoa, San Marino, Senegal, Serbia, Seychelles, Sierra Leona, Singapur, Sudáfrica, Sri Lanka, Sudán, Surinam, Suazilandia, Suecia, Suiza, Siria, Tailandia, Togo, Tonga, Trinidad y Tobago, Túnez, Turquía, Ucrania, Uganda, Unión Soviética, Venezuela, Zambia
Países que lo firmaron, pero que todavía no lo aprueban - (17) Argelia, Burkina Faso, Burundi, Camerún, Chile, Etiopía, Haití, Libia, Malí, Pakistán, Paraguay, Portugal, Somalia, Tanzania, Uruguay, Vietnam, Yemen